# Marcel Barrena
Pour les articles homonymes, voir Barrena.
Marcel Barrena, né le 15 octobre 1981 à Barcelone, est un réalisateur et scénariste catalan.

## Biographie
Marcel Barrena est le premier réalisateur de l'histoire à remporter deux prix Gaudí : Meilleur téléfilm pour Quatre estacions  (2011) et Meilleur film documentaire pour Món petit (2014). Il est aussi le premier réalisateur à obtenir pour ses trois premiers films des prix Gaudí : Quatre estacions, Món petit  et 100 mètres.
Il a réalisé 100 mètres, avec Dani Rovira, un film basé sur des événements réels, qui raconte l'histoire de Ramón Arroyo, un homme atteint de sclérose en plaques. La maladie affecte ses relations personnelles et professionnelles. Ramón Arroyo commence à s'entraîner avec son beau-père, un ancien athlète alcoolique avec qui il a une mauvaise relation et parvient enfin à terminer l'Ironman de Barcelone en 2013.
100 mètres est un succès auprès du public, avec plus de 320 000 téléspectateurs dans les cinémas espagnols et les ventes dans le monde entier, ainsi que des nominations pour le prix Goya, le prix Forqué et onze nominations pour le prix Gaudí. Le film est également récompensé par la Société espagnole de neurologie pour avoir donné de la visibilité à la maladie de la sclérose en plaques. Le film est acheté par Netflix.
En 2008, il collabore au scénario de l'adaptation cinématographique de Segon origen, avec Bigas Luna, pour un film finalement réalisé par Carles Porta, après la mort de Luna.
En 2012, il réalise Món petit, l'un des films documentaires catalans les plus regardés et récompensés. Le film remporte deux prix à l'IDFA, le plus important festival de documentaires au monde, ainsi que le prix Gaudí et une mention au Goya, et a été reconnu par le programme Sense Ficció comme l'un des 10 meilleurs documentaires de la décennie. Le film, considéré par beaucoup comme un film culte et l'un des meilleurs documentaires du pays, a été projeté au Museum of the Arts in Motion de New York.
En 2024, il réalise le film El 47, honoré de nombreuses récompenses, notamment lors de la 17e cérémonie des prix Gaudí et des prix Goya.

## Filmographie
- 2005 :  Betropolis (série télévisée, scénariste)
- 2010 : Quatre estacions (téléfilm, réalisateur et scénariste)
- 2011 :  Energía 3D (documentaire, scénariste)
- 2012 :  Món petit (documentaire, scénariste et réalisateur)[3]
- 2015 : Segon origen (co-scénariste)
- 2016 : 100 metres (scénariste et réalisateur)[3]
- 2021 : Mediterráneo
- 2024 : El 47

## Récompenses
- 2011 : Gaudí du meilleur téléfilm pour Quatre estacions[11]
- 2013 : Prix IDFA au Jury pour Món petit[2]
- 2013 : 3ème Prix du Public à l'IDFA pour Món petit[2]
- 2013 : Mention spéciale du Jury du Festival international du film catalan pour Món petit[2]
- 2014 : Gaudí du meilleur film documentaire pour Món petit[2]
- 2017 : Prix de la Société neurologique d'Espagne pour le traitement de la sclérose en plaques dans le film 100 mètres.

### Nominations
- 2014 : Goya du meilleur documentaire pour Món petit[2]
- 2016 : Gaudi du meilleur film dans une langue non catalane pour 100 mètres
- 2016 : Gaudí du meilleur scénario pour 100 mètres

## Liens
- Ressources relatives à l'audiovisuel :   - Africultures
  - AllMovie
  - Allociné
  - IMDb
- Notices d'autorité :   - VIAF
  - ISNI
  - IdRef
  - GND
  - Espagne
  - Corée du Sud